# Armorica : Terre de pêcheurs
 (mai 2025).
Motif : Absence de source secondaire centrée d'envergure nationale.
- Archive Wikiwix
- Bing
- Cairn
- DuckDuckGo
- E. Universalis
- Gallica
- Google
- G. Books
- G. News
- G. Scholar
- Persée
- Qwant
- (zh) Baidu
- (ru) Yandex
- (wd) trouver des œuvres sur Wikidata

| 1. | Préciser le motif de la pose du bandeau. | Précisez le motif de la pose du bandeau en utilisant la syntaxe suivante : {{admissibilité à vérifier\|date=juin 2025\|motif=remplacez ce texte par le motif}}                                    |
| 2. | Informer les utilisateurs concernés.     | Pensez à avertir le créateur de l'article, par exemple, en insérant le code ci-dessous sur sa page de discussion : {{subst:avertissement admissibilité à vérifier\|Armorica : Terre de pêcheurs}} |

Armorica : Terre de pêcheurs est une comédie musicale produite par Romain Albertini et Vincent Handrey, mise en scène par Jean-Louis Grelier, lancée pour la première fois en 2005. Cette comédie musicale rend hommage à la vie des pêcheurs à travers un port imaginaire breton.

## Liste des pistes
La comédie musicale est également sorti en CD album. 
| 1.  | Pen Ar                             |  |  |  |
| 2.  | Armorica                           |  |  |  |
| 3.  | À Port D'Armor                     |  |  |  |
| 4.  | Terre de Pêcheurs                  |  |  |  |
| 5.  | La Côte avec la mer                |  |  |  |
| 6.  | Matelot                            |  |  |  |
| 7.  | Jeter l'Ancre                      |  |  |  |
| 8.  | L'Armoricadence                    |  |  |  |
| 9.  | Du Poisson                         |  |  |  |
| 10. | Juste entre toi et moi             |  |  |  |
| 11. | Jean Bart                          |  |  |  |
| 12. | Allez Vas-y Patron                 |  |  |  |
| 13. | Elle Attend                        |  |  |  |
| 14. | L'Amer a comme un goût de sel      |  |  |  |
| 15. | Les voilà : Ils sont de retour !   |  |  |  |
| 16. | Bredouille                         |  |  |  |
| 17. | Bloquons le Port !                 |  |  |  |
| 18. | Les Amants de Roscoff              |  |  |  |
| 19. | J'te Laisserai pas ne plus m'aimer |  |  |  |
| 20. | Mourir comme un Pêcheur            |  |  |  |
| 21. | La Prière des enfants de la mer    |  |  |  |
| 22. | Demain                             |  |  |  |
| 23. | L'Appel du large                   |  |  |  |
| 24. | L'Amour a tous les pouvoirs        |  |  |  |
| 25. | Les Forçats De La Vie              |  |  |  |